# (16852) Nuredduna
(16852) Nuredduna est un astéroïde de la ceinture principale.

## Description
(16852) Nuredduna est un astéroïde de la ceinture principale. Il fut découvert le 21 décembre 1997 à Costitx par Ángel López et Rafael Pacheco. Il présente une orbite caractérisée par un demi-grand axe de 2,26 UA, une excentricité de 0,19 et une inclinaison de 4,1° par rapport à l'écliptique.
Le nom Nuredduna a été créé par le poète majorquin Miquel Costa i Llobera. Elle était une prêtresse d'une tribu qui a construit de monuments mégalithiques appelés talayots, dans les îles Baléares.

## Compléments